# 寺岡敬之郎
寺岡 敬之郎 （てらおか けいしろう、1951年（昭和26年）11月6日 - ）は、日本の実業家。東京都出身。立教大学経済学部卒業。寺岡製作所代表取締役会長。父親は元社長の寺岡基之、祖父は創業者の寺岡璋浩。

## 略歴
- 1975年（昭和50年）日産自動車入社
- 1986年（昭和61年）寺岡製作所入社
- 1988年（昭和63年）寺岡製作所取締役
- 1992年（平成4年）同社茨城工場長
- 1994年（平成6年）同社専務取締役管理本部長
- 1996年（平成8年）同社専務取締役管理本部長兼研究開発本部長
- 2000年（平成12年）6月　第4代代表取締役社長に就任
- 2018年（平成30年）6月　代表取締役会長に就任